# Эштон, Джули
Джули Эштон (англ. Juli Ashton, род. 5 октября 1968, Колорадо-Спрингс, Колорадо) — американская порноактриса и ведущая телепрограмм. Владелица и оператор сайта для взрослых Juliland.com.

## Биография
Родилась 5 октября 1968 года в Колорадо-Спрингс. После окончания Колорадского Университета со степенью по испанскому языку и истории, Джули Эштон в течение одного года преподавала испанский в начальных классах.
Также обучалась в Университете перспективных исследований человеческой сексуальности в Сан-Франциско, штат Калифорния. Коэффициент интеллекта равен 137.
Имеет татуировку: Grateful Dead «dancing bear» right of pubes — танцующий медведь на правой стороне лобка.

## Порнокарьера
Переехав в 1994 году в Калифорнию, когда ей было 25 лет, она начала сниматься в порнофильмах, чему способствовал её персональный менеджер Лайки Смит и компания «VCA Pictures», с которой у Джули был заключён контракт. До начала сотрудничества с «VCA» Джулия работала с «Wicked Pictures». До переезда Джули танцевала стриптиз во Флориде, там же она познакомилась с Шейлой Ла Во и Алексис Дюваль, которые заинтересовали её порнобизнесом. Первой её такой картиной стал фильм «New Wave Hookers 4». Также она начала появляться во многих изданиях и церемониях как один из фронтменов порноиндустрии Калифорнии. Также участвовала в корпоративном туре как танцор экзотических танцев.
Эштон открыто заявляет о своей бисексуальности и связях с порноактрисами Кайли Айрлэнд и Кэйлэн Николь.
Начиная с 90-х, Эштон начала иногда появляться на канале «Playboy TV», участвуя в качестве ведущей в продолжительных передачах «Night Calls live call-in». Также участвовала в фильмах, как бы продолжающих данную передачу жанра софткор «Night Calls: The Movie» и «Night Calls: The Movie 2», и показанных на кабельных каналах.
С середины 2000 года в сценах с мужчинами не снимается. Последний фильм с сексуальной сценой — «Basically Becc» (2001) — лесбосцена с Бекка (Becca). В 2005 снялась в порнофильме «Secret Lives Of Porn Stars», в котором не обнажалась и сексуальных сценах не участвовала.

## Личная жизнь
Эштон вторично вышла замуж 18 июня 2005 год, за Келли (Kelly). Родила дочь 19 июля 2006 г. Первый брак (май 1990—199?) закончился разводом.
Джули очень любит проводить время в Интернете. Также она предпочитает прогулки по свежему воздуху. Одним из самых любимых своих фильмов Джули называет «Наедине с Джулией Эштон» (Being With Juli Ashton).
Джули — энергичный турист и любитель мексиканской кухни.

## Премии и номинации
- 1996. XRCO Female Performer of the Year[7] — актриса года
- 1997. AVN Best Supporting Actress — Video for Head Trip[8] — лучшая актриса второго плана
- 2000 NightMoves Award — лучшая актриса (выбор редакторов)[9]
- 2011 XRCO Hall of Fame[10] введение в Зал славы XRCO
- 2012 AVN Hall of Fame[11][12]